# Babiččino údolí

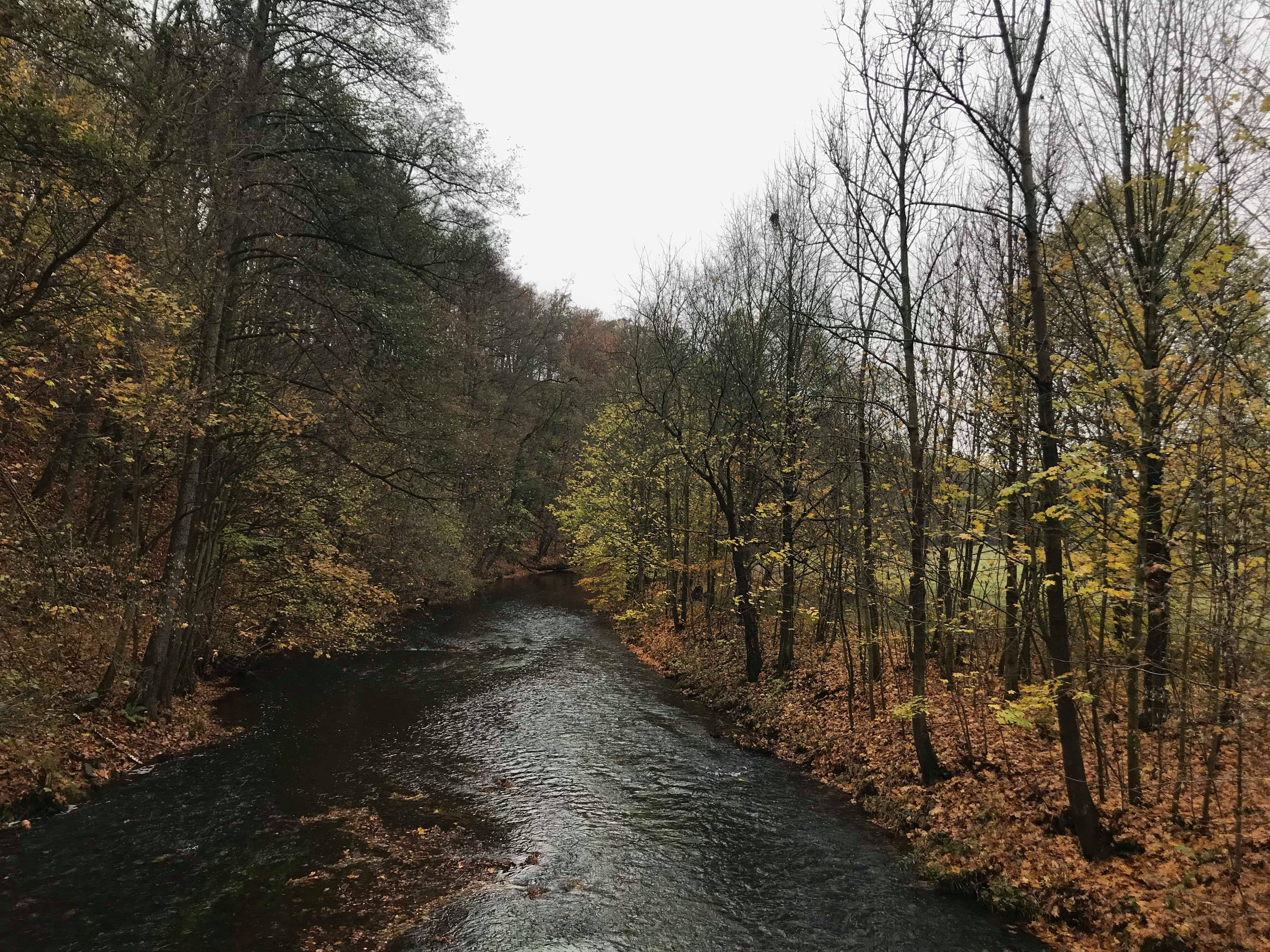
Řeka Úpa v Babiččině údolí

Babiččino údolí je národní přírodní památka a národní kulturní památka v okrese Náchod v turistickém regionu Kladské pomezí v Královéhradeckém kraji. Chráněné území je od 1. června 2015 ve správě regionálního pracoviště Východní Čechy AOPK ČR. Součástí národní přírodní a kulturní památky Babiččino údolí je evropsky významná lokalita Babiččino údolí – Rýzmburk vyhlášená v roce 2013. Předmětem ochrany je chasmofylitická vegetace skalnatých vápenatých svahů, smíšené porosty lipových a javorových dřevin na svazích, v sutích a roklích a zdejší petrifikující prameny s tvorbou pěnovců.
Babiččino údolí je turisticky navštěvováno zejména kvůli spisovatelce Boženě Němcové, která zde (do malebného údolí Úpy) zasadila děj díla Babička. Ale díky značně členitému terénu, který vytváří prostor pro pestrost květeny i výskyt mnoha zajímavých i vzácných živočichů, je i cennou přírodní lokalitou. Na tomto území se překrývá kulturně-historické území spolu s ochranářsko-přírodovědným územím, jak už vyplývá z naučných tabulí stezky rozmístěných po celém území Babiččina údolí. Lze zde nalézt mnoho druhů které jsou v červeném seznamu ohrožených druhů, významné výše zmíněné geologické útvary a významné rostliny. Díky dřívějšímu intenzivnímu využívání území mnoho druhů vymizelo, ale díky návratu extenzivního využívání se daří zbylé důležité druhy udržet v krajině.
Jižně od Babiččina údolí je vodní nádrž Rozkoš a v dalším okolí jsou města Náchod a Nové Město nad Metují s barokními zámky.

## Lokalita
Národní přírodní památka se nalézá v Královéhradeckém kraji u města Česká Skalice (asi 4 km severovýchodně) v okrese Náchod (katastrální území Kleny, Česká Skalice a Zlíč). Údolí se rozprostírá v délce 9 km podél řeky Úpy, mezi Českou Skalicí a Slatinou nad Úpou od 280 do 360 m. Klimaticky patří údolí do oblasti mírně teplé a mírně vlhké s průměrnou roční teplotou 7–8 °C a s průměrnými ročními srážkami 650–750 mm. Jižní část údolí okolo řeky je typické rozsáhlými lučními porosty v nivě s lemy lesních porostů na prudkých svazích. V severní části převažují lesní porosty. Území je částečně dotvořeno člověkem v podobě parkových úprav klasicistního stylu, především v okolí ratibořického zámku a Loveckého pavilónu.

## Historie
Název údolí je odvozen od názvu díla Boženy Němcové – Babička, jehož děj sem spisovatelka umístila. Krajinu Babiččiným údolím nazval poprvé roku 1878 spisovatel Otakar Jedlička působící ve Smiřicích jako lékař. Babiččino údolí je národní přírodní památka a národní kulturní památka v okrese Náchod v turistickém regionu Kladské pomezí v Královéhradeckém kraji. V roce 1388 byla uvede první písemná zmínka o panském sídle a vsi Ratibořice s majitelem rytířem Vaňkem ze Žampachu. Od roku 1464 patřily Ratibořice k panství Rýzmburk, dále roku 1582 kupuje Ratibořice a Rýzmburk rod Smiřických ze Smiřic, kteří tím rozšiřují své náchodské panství. Po bitvě na Bílé hoře se jako konfiskát přepisují generálu Adamu Erdmanu Trčkovi. Roku 1634 je vlastníkem císařský generál František Oktavián Piccolomini. V letech 1702–1707 je v Ratibořicích vystavěn jednopatrový barokní zámeček s kaplí, ve stylu italských letohrádků, s novou zahradou s ochrannou vysokou zdí a zahradním domkem. V roce 1792 kupuje Petr Biron, vévoda Kuronský a Zaháňský. Po jeho smrti ho v roce 1800 dědí jeho dcera Kateřina Vilemína, vévodkyně Zaháňské a princezna Kuronská. Dochází k přestavbě většiny staveb v ratibořickém údolí. Vévodkyně zřídí jezírko a na louce před zámkem anglický park který volně přechází do lučního porostu, lovecký pavilon a palmový skleník, kousek od mlýna je postavena kuchyňská zahrada. Z historického měřítka došlo k revitalizaci ve prospěch ochrany přírody právě za doby Vévodkyně, která se zaměřila především na ochranu lesních suťových strání, vyhnutí se holosečím a vysokému stáří dřevin. Právě ona založila krajinnou skladbu, která vedla k pozdější formální ochraně. Roku 1842 kupuje náchodské panství Karel Octavio z Lippe Bisterfeldu a už roku 1842 ho prodává Jiřímu Vilémovi ze Schaumburg-Lippe, který v letech 1860–1864 nechal upravit ratibořický zámek tak, jak ho známe dnes. V roce 1945 byl zámek zestátněn.
Rezervace Babiččino údolí u Ratibořic byla zřízena 9. června 1952 vyhláškou československého Ministerstva školství, věd a umění. Roku 1978 byl tento krajinný celek prohlášen národní kulturní památkou. Od 1.1.2008 spadá pod správu Národního památkového ústavu – územní odborné pracoviště Josefov. Chráněné území je od 1. 6. 2015 ve správě regionálního pracoviště Východní Čechy AOPK ČR.

## Přírodní poměry

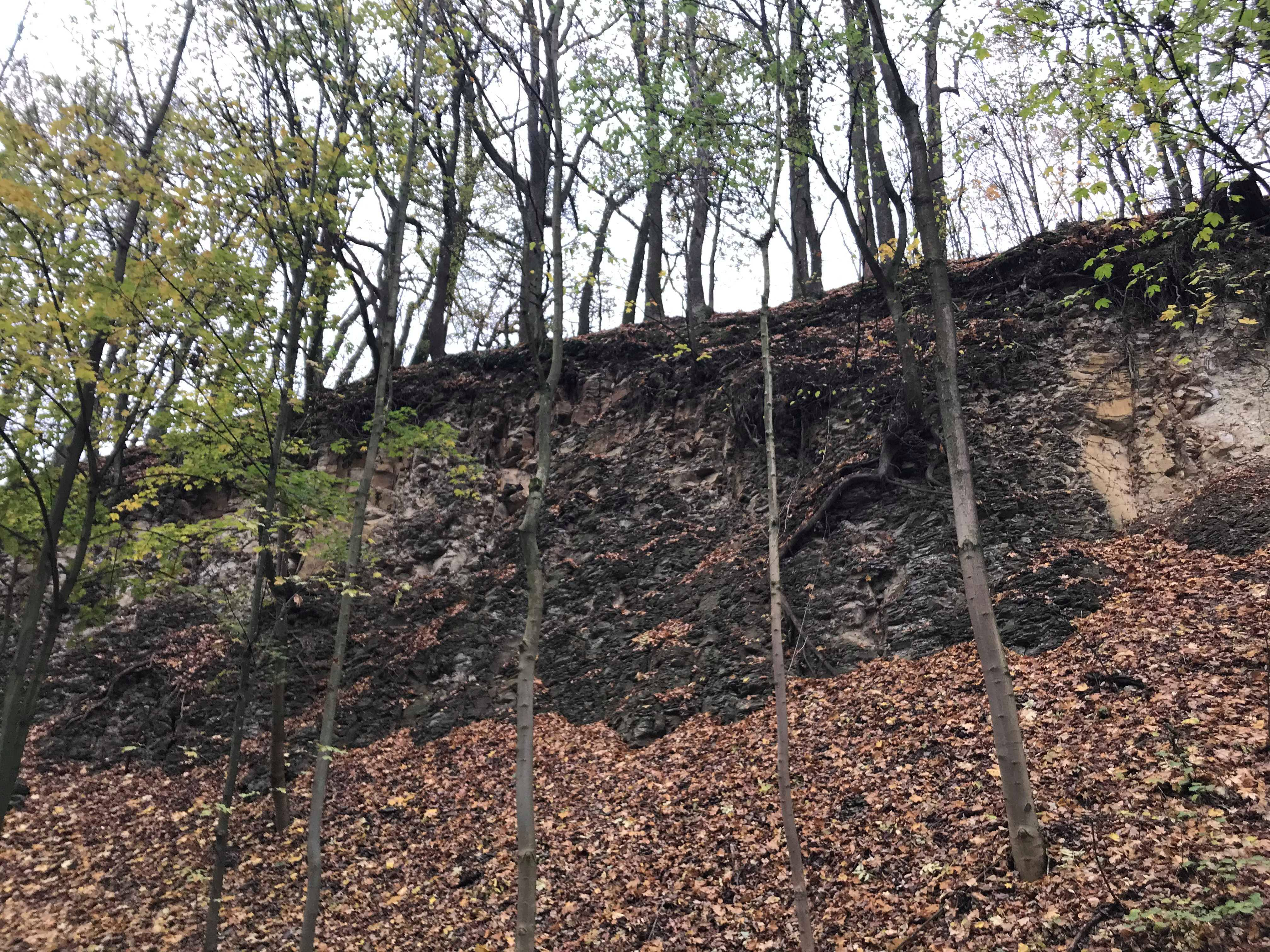
Opuky – jemnozrnné usazeniny svrchní křídy

### Geologie
Z hlediska regionálního geomorfologického členění se údolí rozkládá na hranici dvou geomorfologických soustav České vysočiny: Krkonošsko-jesenické soustavy na severu a České tabule na jihu. Horninový profil údolí je na severní části tvořen červeným pískovcem, slepenci permského stáří v podloží cenomanských svrchnokřídových pískovců. Podlaží pokračuje do střední části, kde na něj nasedají arkózy a slepence svrchního karbonu. V jižní části převažují jemnozrnné usazeniny svrchní křídy–opuky, kterou lze zahlédnout ve stupem do babiččina údolí směrem od České Skalice. V půdním pokryvu převažují hnědozemě.

### Hydrologie
Údolím protéká řeka Úpa která tvoří páteř NPP Babiččino údolí. Povodím spadá celé území do povodí Úpy. Do řeku přitéká několik malých přítoků, které v údolí vytváří rokle a postranní údolí. V údolí byl vytvořen Viktorčin splav od kterého byla řeka regulována a slepá ramena uprostřed údolí byla zasypána. Tato regulace sahá až k městu Česká Skalice. V jižním údolí byla v letech 1874–1876 zbudována rozsáhlá síť závlah, tzv. hřbetin, k melioraci luk. Mezi dvěma souběžnými přívodními kanály byl vybudován systém přivaděčů, sběrných struh, propustí a přeronových tabulí. Který se ale do dnešních dob nedochoval.

### Flóra
V údolí nalezneme dva základní typy vegetace: lesní porosty a luční porosty. Téměř polovinu chráněného území tvoří luční porosty, které jsou díky rekultivaci botanicky velmi chudé. V minulosti byly využívány intenzivně, nyní jsou opět využívány extenzivně. Zajímavé rostliny lze najít na okrajích luk, či ve starých sadech, zejména řebříček bertrám (Achillea ptarmica), ocún jesenní (Colchicum autumnale), přeslička luční (Equisetum pratense), prvosenka vyšší (Primula elatior). V ochranném pásmu jsou staré sady, které byly zanedbané, ale nyní jsou opět udržovány. Nadpoloviční plochu tvoří lesy, které jsou složeny přirozeným porostem s převážným zastoupením javoru klenu (Acer pseudoplatanus), lípy (Tilia) a buku (Fagus) s roztroušeným dubem (Quercus), habrem (Carpinus) a jedlí (Abies). Díky smíšené skladbě lesa, je les méně náchylný ke kalamitám a je botanicky bohatý. Lze v nich nalézt samorostlík klasnatý (Actaea spicata), pižmovku mošusovou (Adoxa moschatellina), orlíček obecný (Aquilegia vulgaris), konvalinku vonnou (Convallaria majalis), lýkovec jedovatý (Daphne mezereum), kruštík polabský (Epipactis albensis), jaterník trojlaločný (Hepatica nobilis), zapalici žluťuchovitou (Isopyrum thalictroides), lilie zlatohlávek (Lilium martagon), měsíčnici vytrvalá (Lunaria rediviva), kapradina laločnatá (Polystichum aculeatum). Dále zde můžeme nalézt zajímavé horské rostliny, které se sem dostaly splavením Úpou jsou např. kerblík lesklý (Anthriscus nitida), zvonek širolistý (Campanula latifolia), řeřišničník Hallerův (Cardaminopsis halleri), růže převislá (Rosa pendulina), žluťucha orlíčkolistá (Thalictrum aquilegifolium) aj.

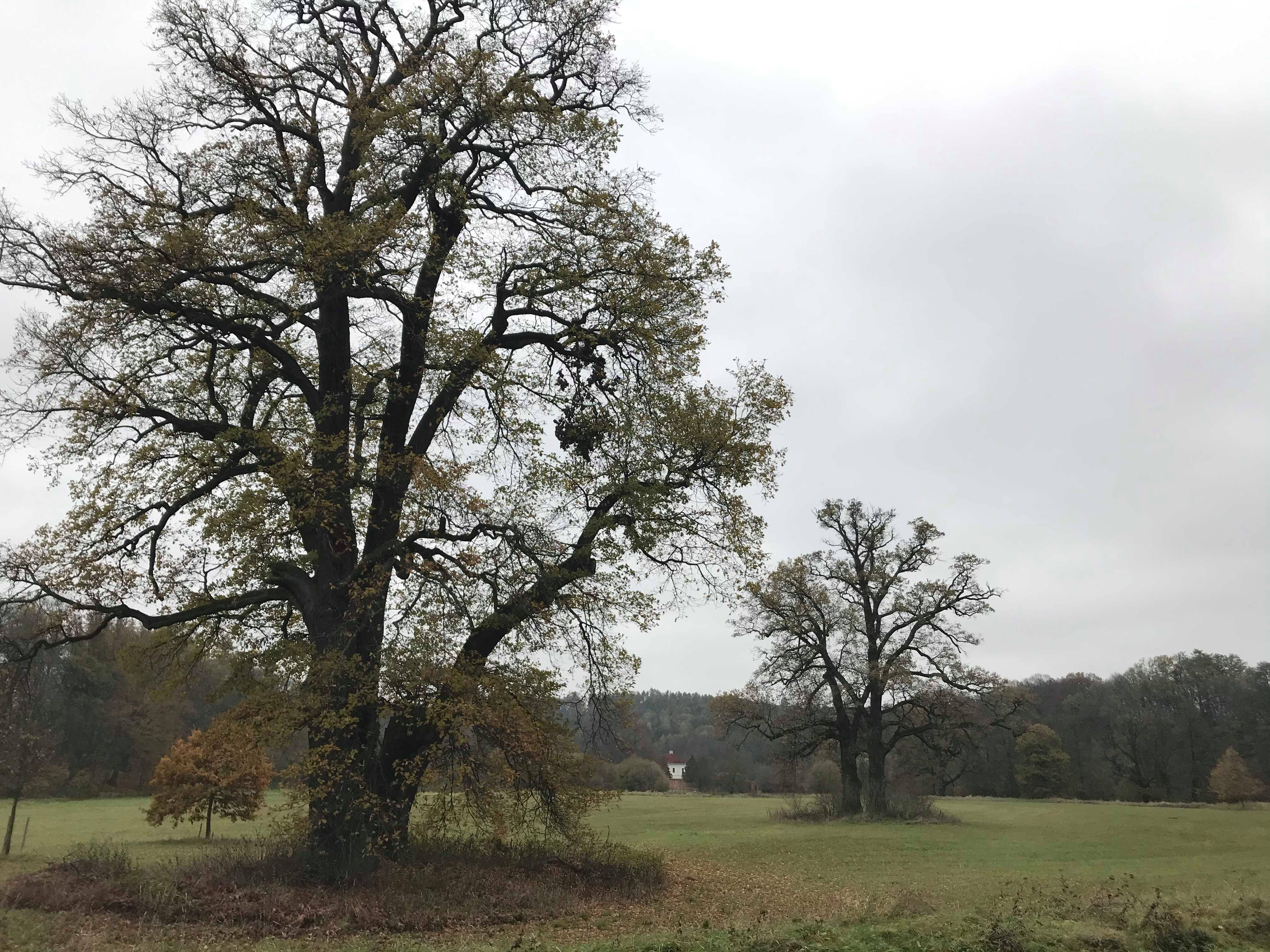
Luční porost se sukulentními stromy

Zajímavostí je na skalních výchozech vyskytující se štěrbinová vegetace vápnitých skal a drolin, nebo silikátových skal a drolin v závislosti na podkladu. Na vývěry silně vápnité vody (hlavně pod Rýzmburkem) jsou vázána unikátní pěnovcová prameniště. Mechorostů bylo v NPP zaznamenáno celkem 123 taxonů, konkrétně játrovky křehutka bledá (Chiloscyphus pallescens) a vápnomilka přerušovaná (Pedinophyllum interruptum) a mechy prchavka pilovitá (Ephemerum serratum) a krondlovka netíkovitá (Fissidens adianthoides). Pokud jde o lišejníky roste v NPP hůlkovka nezdobná (Bacidia incompta) a provazovka vousatá (Usnea scabrata), nenápadka pupenovitá (Acrocordia gemmata), artonie tmavá (Arthonia atra), prachouleček zelenavý (Chaenotheca chlorella), Enterographa hutchinsiae, biatora nažloutlá (Mycobilimbia epixanthoides), hrbolovka slabá (Porina leptalea). V lokalitě bylo zjištěno 187 makromycetů, například chráněné: kukmák dřevní (Volvariella caesiotincta) a holubinka olšová (Russula alnetorum) a další významné druhy: řasnatku uhelnou (Peziza echinospora) a bedlu Grangeovu (Lepiota grangei). Pokud porovnáme historické údaje se současným stavem jasně vyplývá, že druhová rozmanitost flóry klesla, a to i díky intenzivnímu využívání krajiny.

### Fauna
Nejvýznamnější druhy které jsou zvláště chránění dle červeného seznamu a lze je v NPP zahlédnout jsou ze savců netopýr velký (Myotis myotis), netopýr černý (Barbastella barbastellus). Z ptáků je to morčák velký (Mergus merganser). Dále lze na loukách zahlédnout významné luční motýly, vzácné v celé Evropě – modráska bahenního (Phengaris nausithous) a očkovaného (Phengaris teleius), kteří se zde udrželi, díky nedůsledné úpravě lučního porostu v příkopech historického zavlažovacího systému. Zoogeograficky je také velmi významný výskyt vlahovky karpatské (Moachoides viina) a hmyzu páchník hnědý (Osmoderma eremita).
Díky rozmanitému prostředí je NPP Babiččino údolí vhodné pro život mnoha druhů živočichů, i pro ty, které mají specifické nároky na málo antropogenně narušené území. Jedná se také o migrační koridor, který propojuje horské a podhorské oblasti Krkonoš s nížinným Polabím, a tak se zde lze setkat s teplomilnějšími druhy. U břehů řeky Úpy hnízdí ledňáček říční (Alcedo atthis), konipas horský (Motacilla cinerea), skorec vodní (Cinclus cinclus) a cvrčilka říční (Locustella fluviatilis). V toku je možné vidět raka říčního (Astacus astacus), nebo vranku obecnou (Cottus gobio), střevle potoční (Phoxinus phoxinus) na březích najdeme stopy vydry říční (Lutra lutra) a nad vodou kromě ptáků létá chráněná vážka klínatka rohatá (Ophiogomphus cecilia). V lesích nalezneme dravé ptáky jako jsou krahujec obecný (Accipiter nisus), jestřáb lesní (A. gentilis), nebo největší sova Česka výr velký (Bubo bubo). V dutinách stromů hnízdí datel černý (Dryocopus martius), strakapoud prostřední (Dendrocopos medius) i malý (D. minor), žluna šedá (Picus canus), nebo holub doupňák (Colimba oenas). Vzácnější ptáci středoevropské krajiny jsou lejsek černohlavý (Ficedula hypoleuca) i bělokrký (F. albicollis), sýkora parukářka (Parus cristatus), nebo křivka obecná (Loxia curvirostra). Další ptáci jsou zastoupeny čápem bílým (Ciconia ciconia), čápem černým (Ciconia nigra), vlaštovkou obecnou (Hirundo rustica) Druhotně nejbohatší skupinou je skupina měkkýšů (Mollusca), bylo zde zaznamenáno 86 druhů. Louky zdobí staré solitérní stromy, ve kterých nalezneme nejrůznější živočichy, jako jsou vzácné druhy brouků, páchník hnědý (Osmoderma eremita), zlatohlávek skvostný (Cetonia aurata). Na území lze nalézt velké množství hmyzu, například batolec duhový (Apatura iris), bělopásek topolový (Limenitis populi), číhalka pospolitá (Atherix ibis), čmelák (Bombus sp.), majka fialová (Meloe violaceus), majka (Meloe rugosus), ohniváček černočárný (Lycaena dispar), otakárek fenyklový (Papilio machaon), střevlík Ullrichův (Carabus ulrichii). Plazi jsou zastoupeni zejména ještěrkou obecnou (Lacerta agilis), ještěrkaou živorodou (Zootoca vivipara), slepýšem křehkým (Anguis fragilis) a užovkou obojkovou (Natrix natrix). Obojživelníci jsou zastoupeni čolekem velkým (Triturus cristatus), čolekem horským (Triturus alpestris), čolekem obecným (Triturus vulgaris), mlokem skvrnitým (Salamandra salamandra), skokanem štíhlým (Rana dalmatina) a další.

## Ochrana

### Předmět ochrany

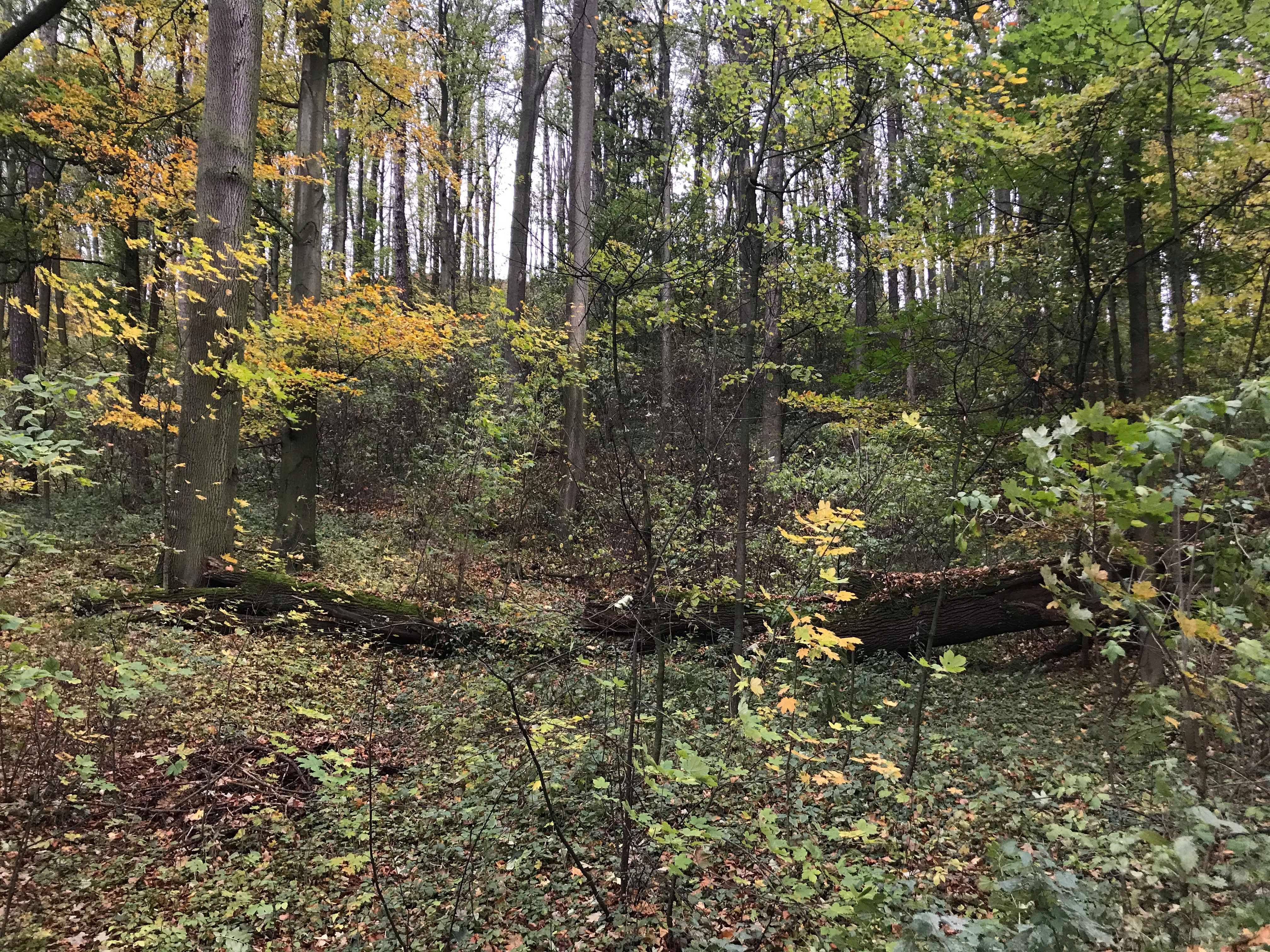
Odumřelé dřevo na původním stanovišti

Hlavním předmětem ochrany je krajina přírodního a krajinného rázu a místo kulturně významné. Na tomto území se nalézají komplexy biotopů přibližně 18 % rozlohy území zaujímají kulturní louky s prvky mezofilních luk. Především se jedná o louky obnovené s nižší druhovou diverzitou v nejjižnější části NPP. Přibližně 25 % rozlohy zaujímají kulturní lesy s vysokým podílem jehličnanů s dominantním smrkem a s příměsí modřínu, jedle obrovská a douglasky atd. V údolí se nacházejí i technické památky, zejména zavlažovací a odvodňovací systém z 19. století, nyní není plně funkční. Někteří odpůrci ochranářsko-přírodovědné hodnoty území poukazují, že se využívá kulturního odkazu spisovatelky Boženy Němcové pro ochranu přírody. Ale je pravdou, že se kulturně-historická hodnota sešla spolu s ochranářsko-přírodovědnou hodnotou na shodném území.

### Cíl ochrany

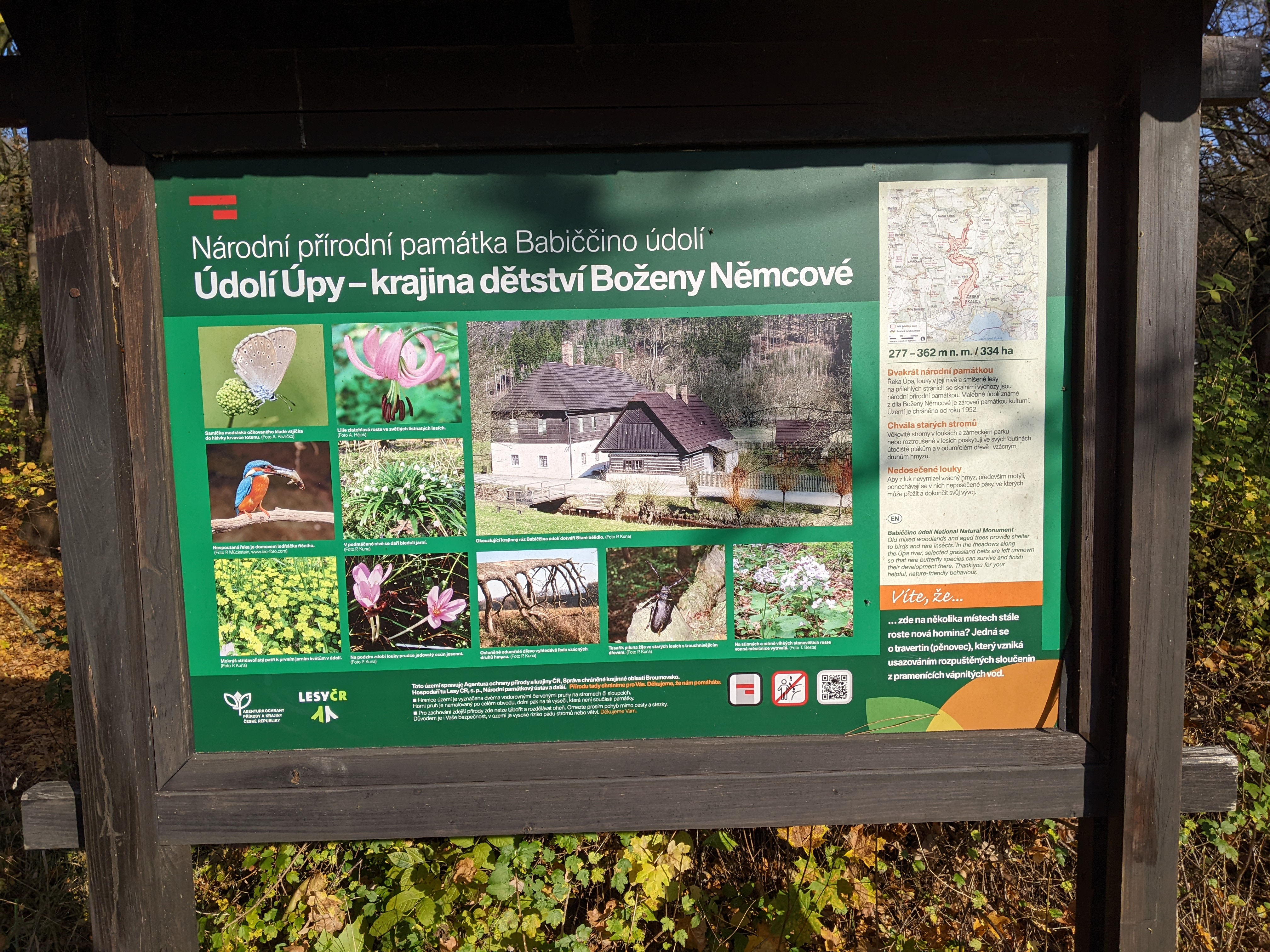
NPP Babiččino údolí – infotabule u vstupu do chráněného území

Cílem ochrany je zlepšení a zachování hodnoty celkového rázu chráněné krajiny, zejména pestré mozaikovitě extenzivně využívané krajiny se smíšenými lesy, solitérními stromy a s polopřirozenými nivními loukami. Na lesních pozemcích je cílem zachování velmi cenných lesních porostů s využitím samovolných autoregulačních procesů a přírodě blízké druhové, věkové a prostorové složení. Dále je kladen důraz na zachování lesních a lučních pěnovkových pramenišť a skalních výchozů. Jedná se především o ochranu před erozí působením lidské činnosti. U lučních porostů je důležité zachovat zvýšení biodiverzity flóry a fauny s co největším množstvím zástupců hmyzu. K harmonickému vzhledu krajiny je potřeba udržovat také geologické a geomorfologické útvary. Největším problémem NPP Babiččino údolí mohou být nelegální skládky, na skládkách se objevuje nejčastěji suť ze staveb, nebo bioodpadu a hlíny. Další hrozbou, která by mohla změnit složení fauny a flory, jsou další úpravy vodního toku a pravděpodobně i obnova historického systému zavlažování. Poslední a nejvýznamnější hrozba je samotný turismus a jeho následky, zejména pohyb turistů mimo vyznačené trasy a nelegální táboření a z toho plynoucí škody. Také je třeba do budoucna monitorovat vodní turistiku a jízdu na koních, balonové létaní a závody horských kol, které mohou být potencionálním rizikem.

## Hospodaření
V polovině 19. století byla část lesů vykácena a plocha byla využita k zemědělství, další část byla využívána pro těžbu. Louky byly až do roku 1997 intenzivně obhospodařovány a většina zavlažovacích systému z 19. století byly rozorány. Myslivost byla provozována už odpradávna, šlechtické rody provozovali myslivost aktivně, svědčí o tom vystavěný lovecký pavilon. V minulosti docházelo na území k těžbě nerostných surovin. Původní skladba listnatých lesů byla narušena smrkovou výsadbou, proto dnešní správa volí jemný způsob hospodaření s cílenou podporou obnovy původních listnatých dřevin a postupným omezením smrků. Odumřelé dřevo je ponecháno na původním stanovišti pro zachování biodiverzity lesních porostů a pro ochranu biotopu (hmyzu), stejně tak souše a solitérní stromy. Zejména listnaté stromy v loukách, jejichž stáří se pohybuje okolo 250 let. Při péči o louky je potřeba skloubit protichůdné požadavky. Provádí se částečné kosení luk, aby nedošlo k přerušení životního cyklu motýlů a porušení mravenišť. Na lukách je omezeno hnojení a byla provedena likvidace nechtěného porostu. Dále se zavádí pastva ovcí, které zajišťují pestřejší biodiverzitu, která se vyskytovala v minulosti.

## Turismus

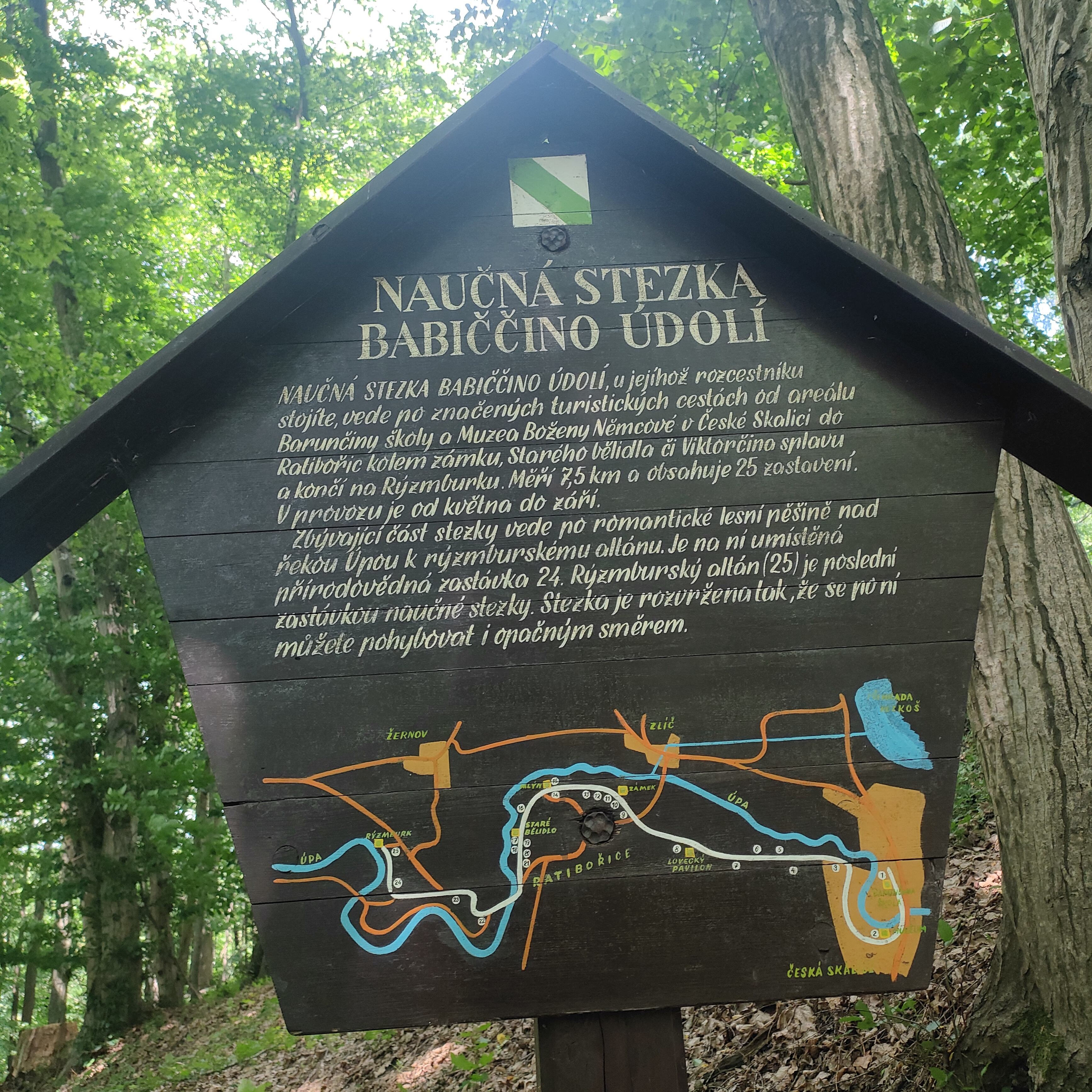
NS Babiččino údolí – popis celé trasy u zříceniny hradu Rýzmburk

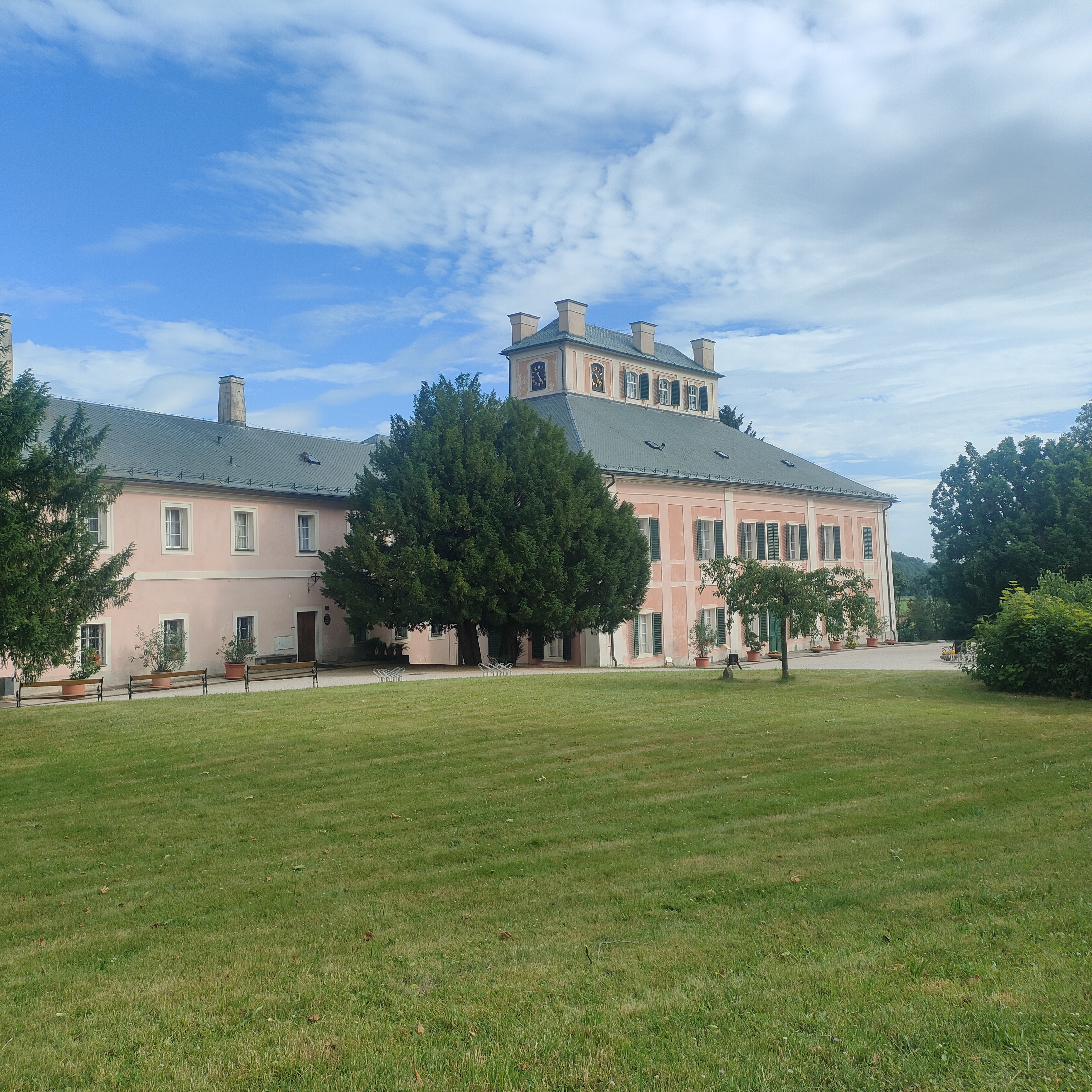
Empírový zámek Ratibořice

Babiččino údolí je nejčastěji navštěvováno v letních obdobích. V NPP vede mnoho turistických tras, ale nejzajímavější památky spojuje naučná stezka (součást Cesty Boženy Němcové a Východočeské svatojakubské cesty), která již od roku 1981 spojuje Ratibořice až na Rýzmburk, měří 7,5 km a má 25 informačních tabulí s literárními a přírodovědeckými zastaveními. Stezka je v provozu celoročně. Celkově je Babiččino údolí známé hlavně díky knize Babička Boženy Němcové. Údolí Úpy je krajinou dětství spisovatelky. Takže hlavním cílem turistů jsou místa zmíněna zejména v knize a významné přírodní biotopy vytvářejí pouze kulisu ke kulturním památkám. Využití zde naleznou i cyklisté, jejichž trasy převážně kopírují ty turistické. Také lze babiččiným údolím proplout na lodích, a to zejména v jarním období, díky nízkým stavům vod.

### Ratibořický zámek a zámecký park

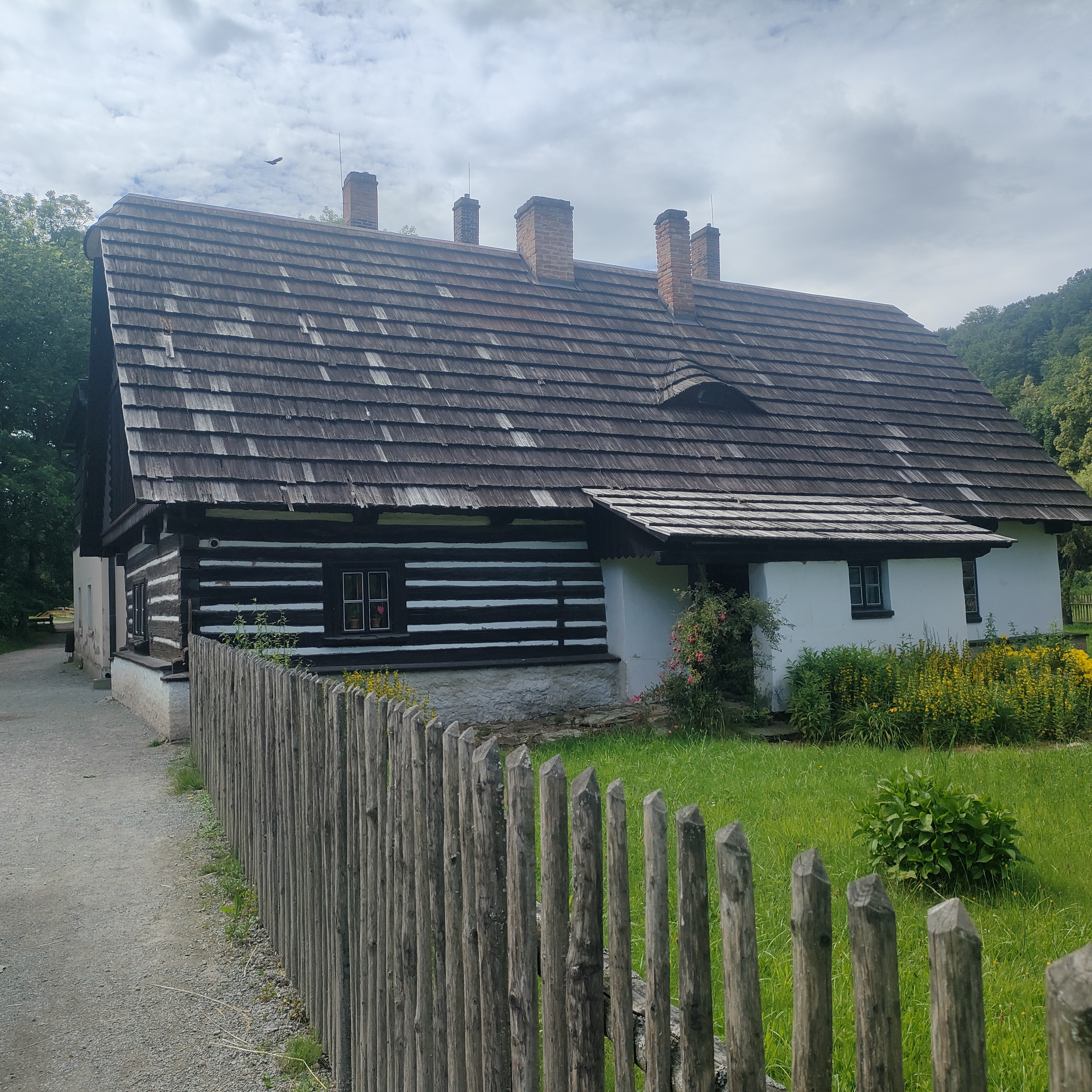
Roubená chalupa na Starém bělidle

Původ dnešního zámku spadá do roku 1708, kdy si jej jako letní a lovecké sídlo nechal postavit kníže Lorenzo Piccolomini po vzoru italských venkovských letohrádků.Ratibořický zámek a jeho stálá expozice je situovaná do doby Kateřiny Vilemíny, vévodkyně Zaháňské a princezny Kuronské. V letech 1984–1991 došlo k rozsáhlá generální opravě zámku. 
Zámecký park se rozkládá na ploše 5,58 ha. Hlavní dominantou parku jsou severoamerické dřeviny např. jasan americký (Fraxinus americana), liliovník tulipánokvětý (Liliodendron tulipipera), nahovětvec dvoudomý (Gymnocladus dioicus), borovice vejmutovka (Pinus strobus), jedlovec kanadský (Tsuga canadensis) a sazaník květnatý (Calycanthus floridus) a díky těmto stromům je ratibořický park patří k nejvýznamnějším historickým zahradám ve východních Čechách.

### Staré bělidlo

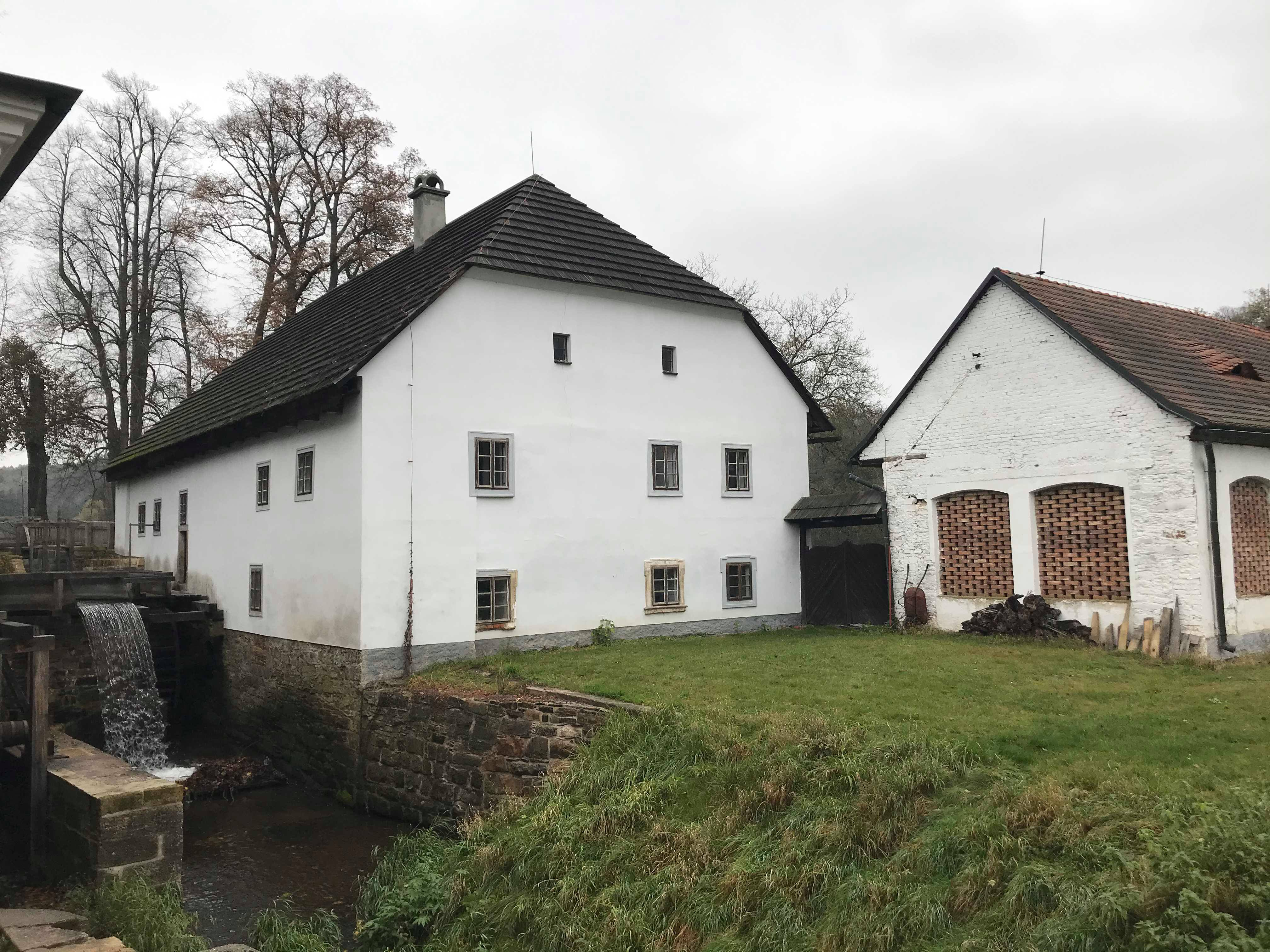
Rudrův mlýn

Dostavěno bylo 17. července 1797 mlynářem Antoníne Ludrem. Vzhledem k tomu, že Božena Němcová zasadila děj Babičky i do tohoto místa, byla v něm vytvořena expozice zařízena podle písemné předlohy, tak aby odpovídala příbytku rodiny Panklových. Ačkoliv žili ve starém bělidle, nedaleko starého zámeckého skleníky poblíž sadu, které bylo zbouráno už roku 1830.

### Rudrův mlýn
Rudrův mlýn – z největší části tvořen mlýnicí, v přízemí byly pekárny a klenuté komory. V prvním patře byl byt mlynáře. Mletí bylo ukončeno roku 1914 a byl zaveden textilní provoz (úprava pláten), který fungoval až do roku 1949. Dnes funguje v mlýně expozice mlynářského řemesla a v přilehlém mandlu je zavedena expozice plátenické výroby s mechanickým zařízením.

### Babiččin pomník

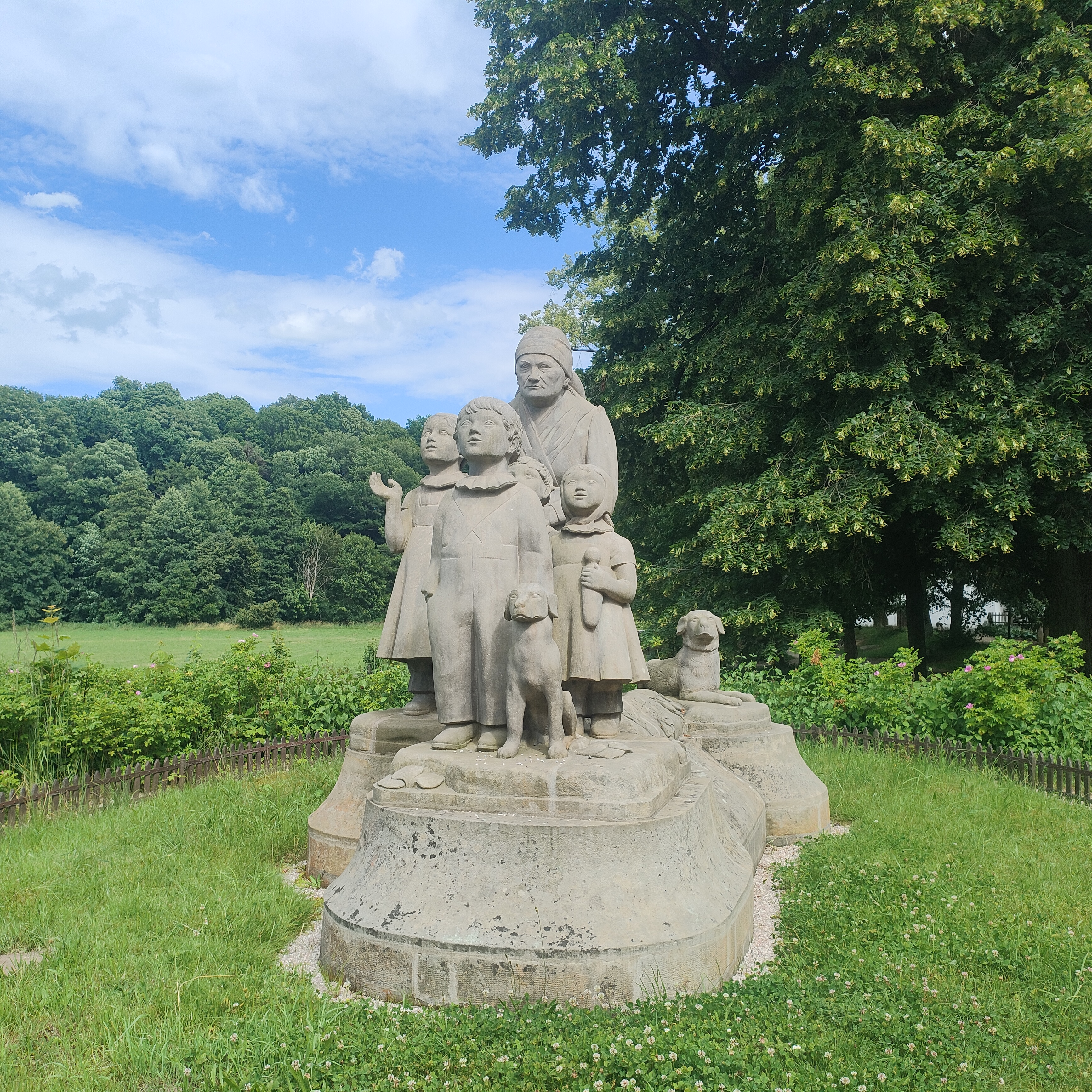
Pomník Babička s vnoučaty, dílo sochaře Otto Gutfreunda

Babiččin pomník se sochami v nadživotní velikosti měl být původně umístěn uprostřed louky. Postavy měly budit dojem, že se navracejí ze zámku na Staré bělidlo; pozdvižené hlavy dětí pak měly jakoby vyhlížet první hvězdy. Tehdejší majitel louky však nesouhlasil, aby mu lidé nepošlapali trávu na louce, proto byla socha umístěna hned u cesty. Autorem je akad. sochař Otto Gutfreund a autorem architektonického řešení prof. akad. arch. Pavel Janák.

### Lovecký pavilon
Empírová stavba z roku 1800 stojí nedaleko zámku při lesní cestě, tzv, bažantnicí, která spojuje Českou Skalici s Ratibořicemi. Za povšimnutí stojí dominantní střed budovy se dvěma dórskými sloupy a okna se zelenými dřevěnými žaluziemi.

### Prameny Haničky
Proti proudu řeky, necelé 3 km severně od ratibořického zámku a cca 400 metrů od kryté dřevěné lávky, před stoupáním ke zřícenině hradu Rýzmburka, se na levém břehu Úpy nachází lokalita, nazývaná prameny Haničky. Jedná se o strmou zvodnělou stráň, kde v pásu dlouhém asi 150 metrů vyvěrá množství průsaků a pramínků. Prosakující voda vyplavuje z místních hornin – fylitů, pískovců, břidlic a slínovců – vápenaté pojivo, které zde následně vytváří pěnovcový masív, jehož vrstva místy dosahuje mocnosti až několika metrů. V minulosti místní sedláci tyto pěnovce (travertiny) těžili a používali takto získaný materiál jako vápnité hnojivo na svých polích.

## Galerie

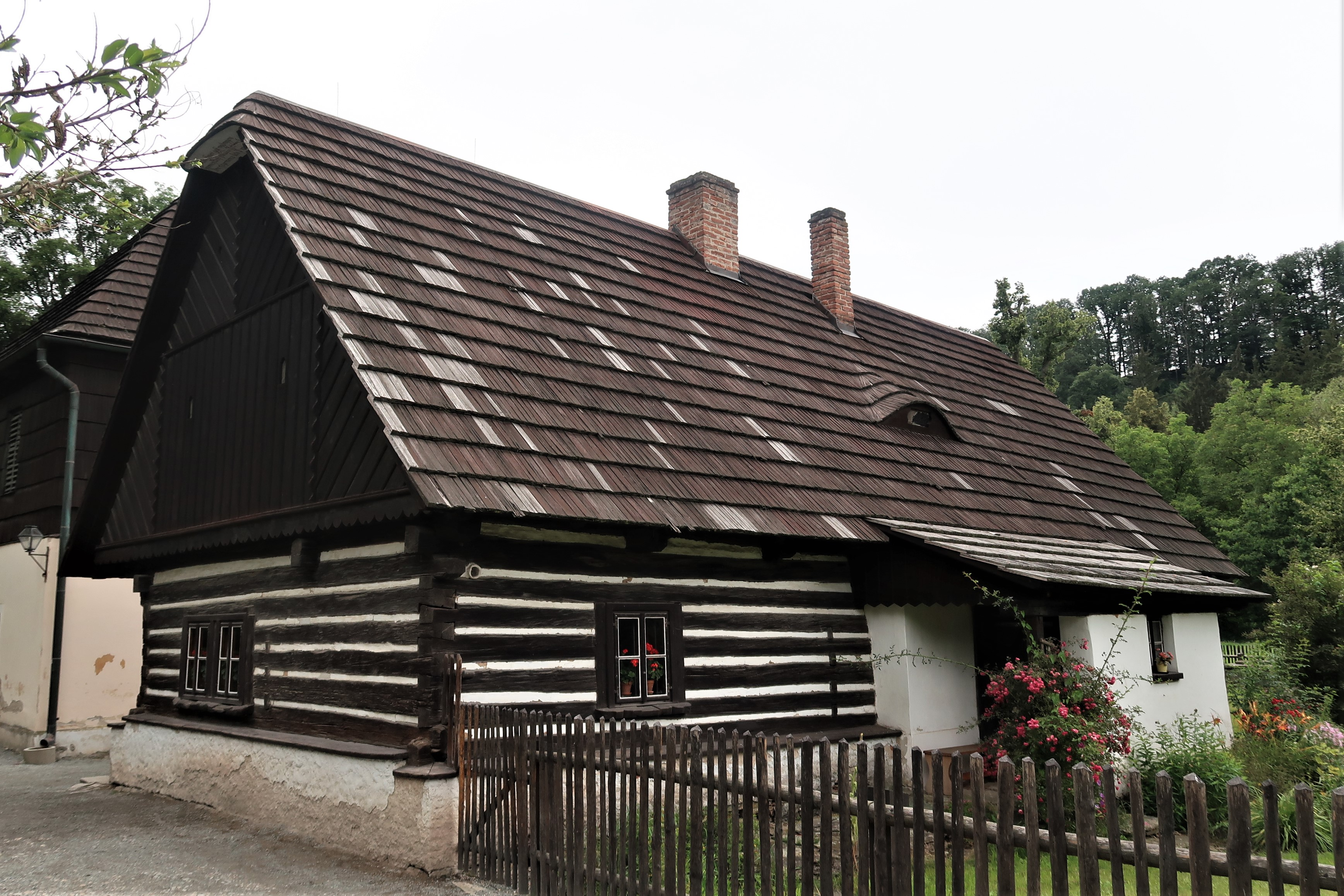
Staré bělidlo
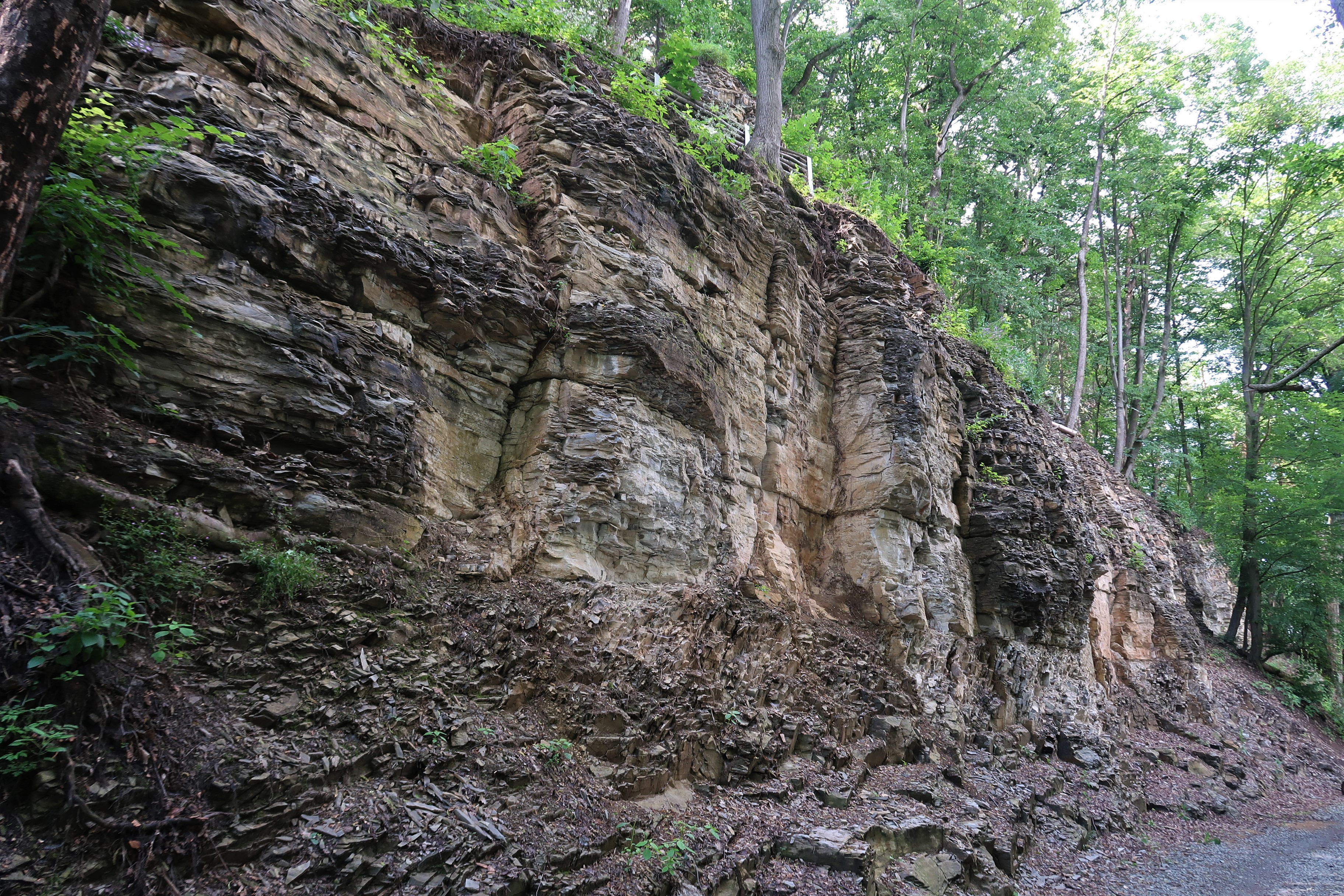
Skály cestou z Ratibořic do České Skalice
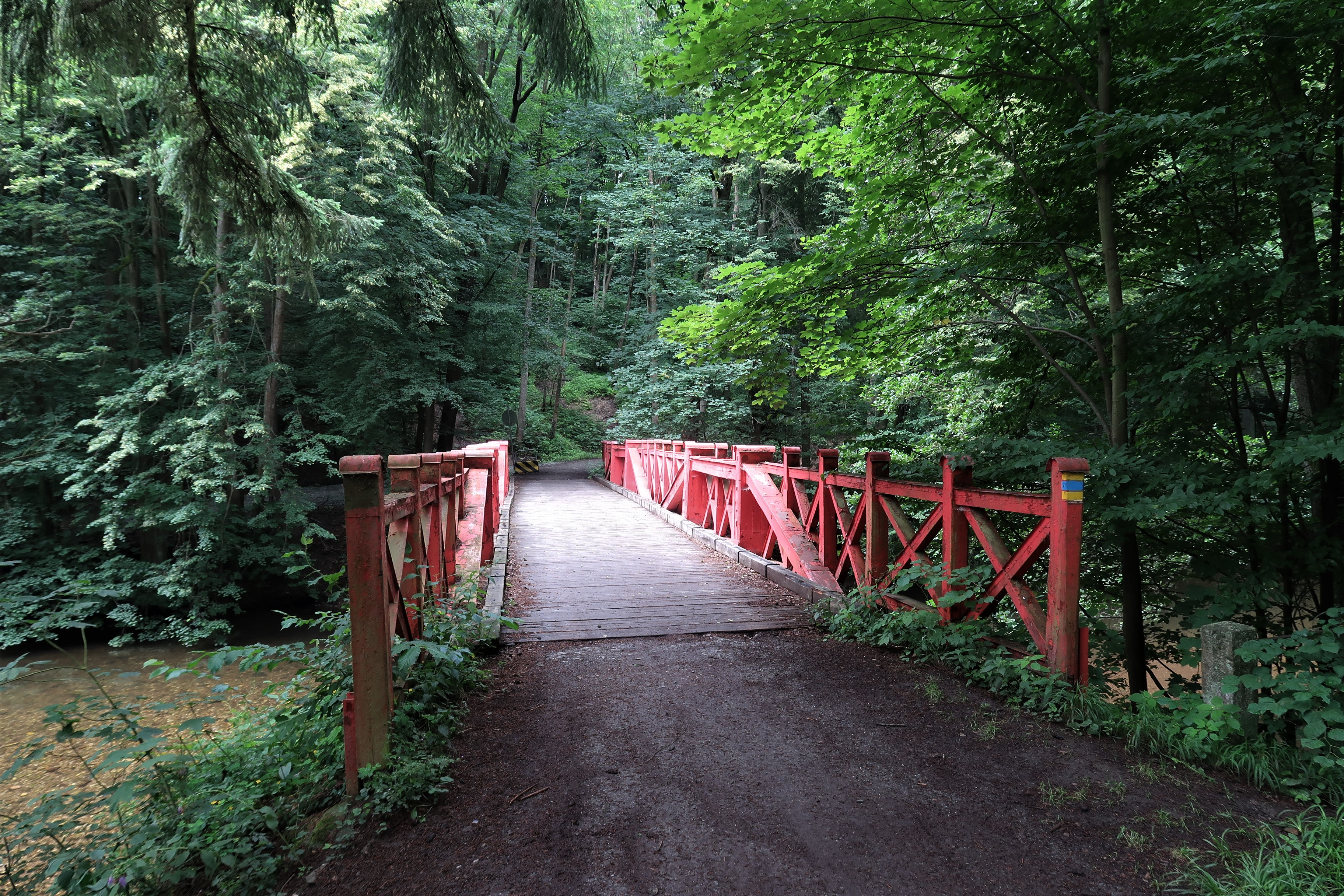
Červený most přes Úpu pod hradem Rýzmburkem
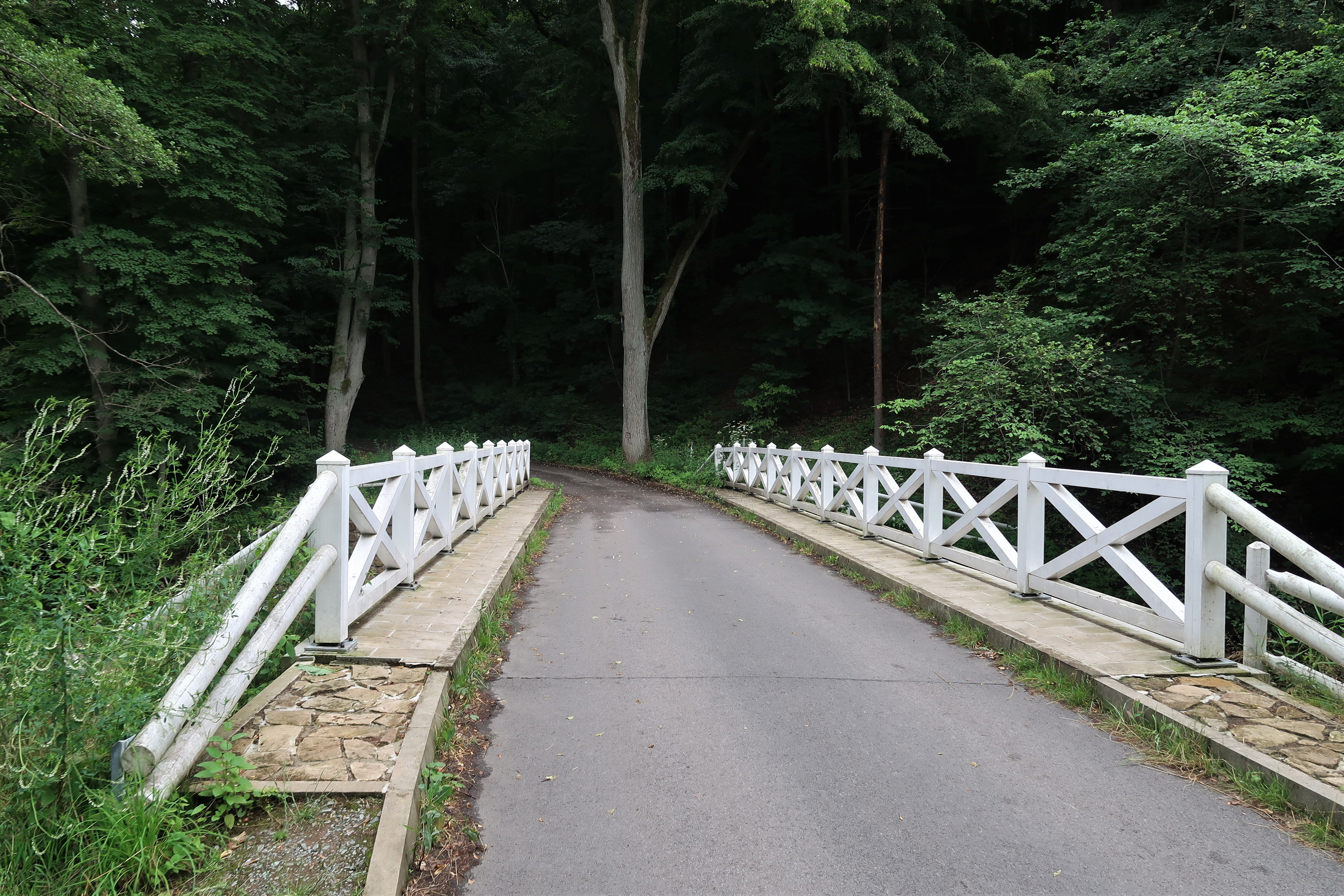
Bílý most přes Úpu pod hradem Rýzmburkem
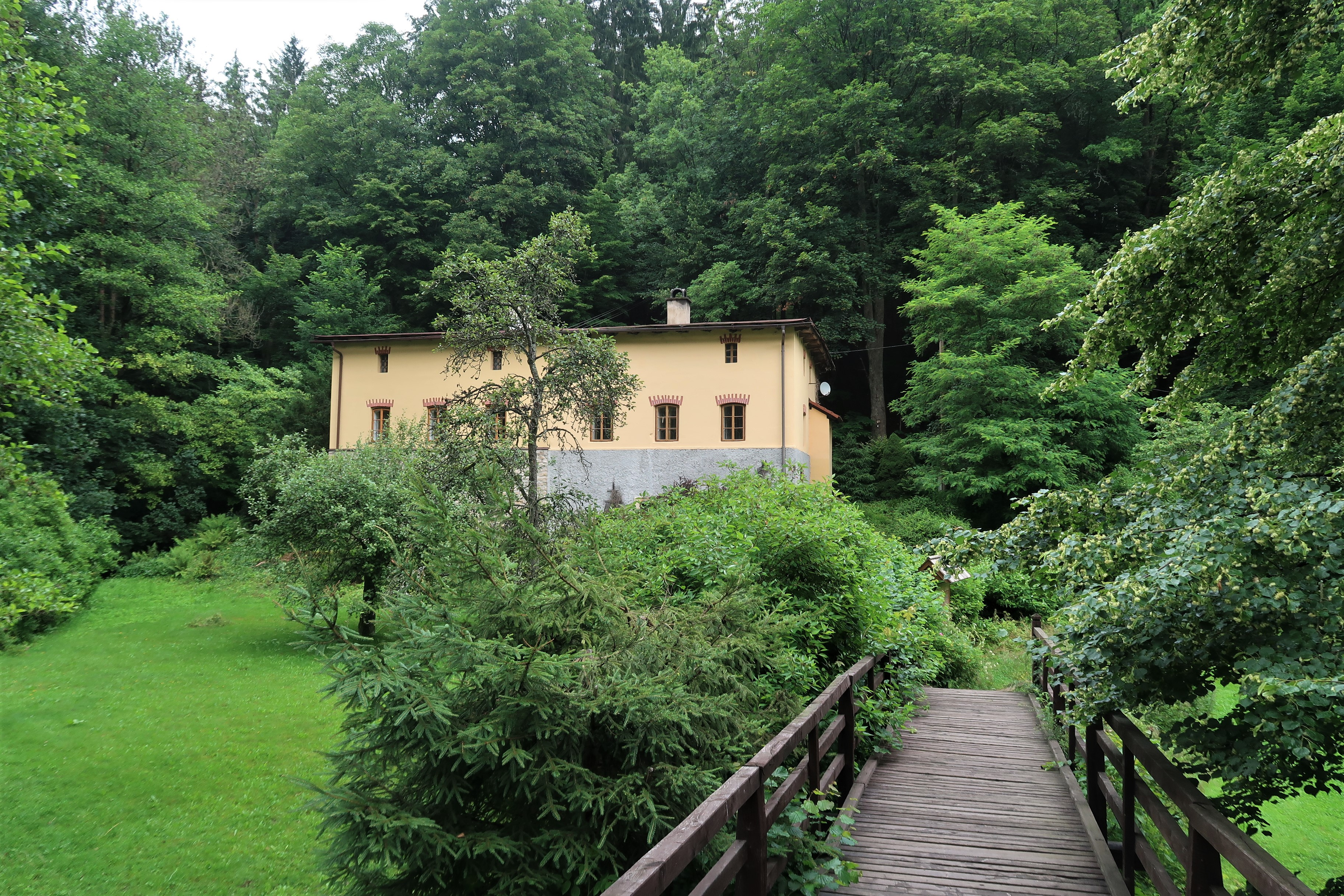
Bývalá knížecí hájovna u Boušínské lávky
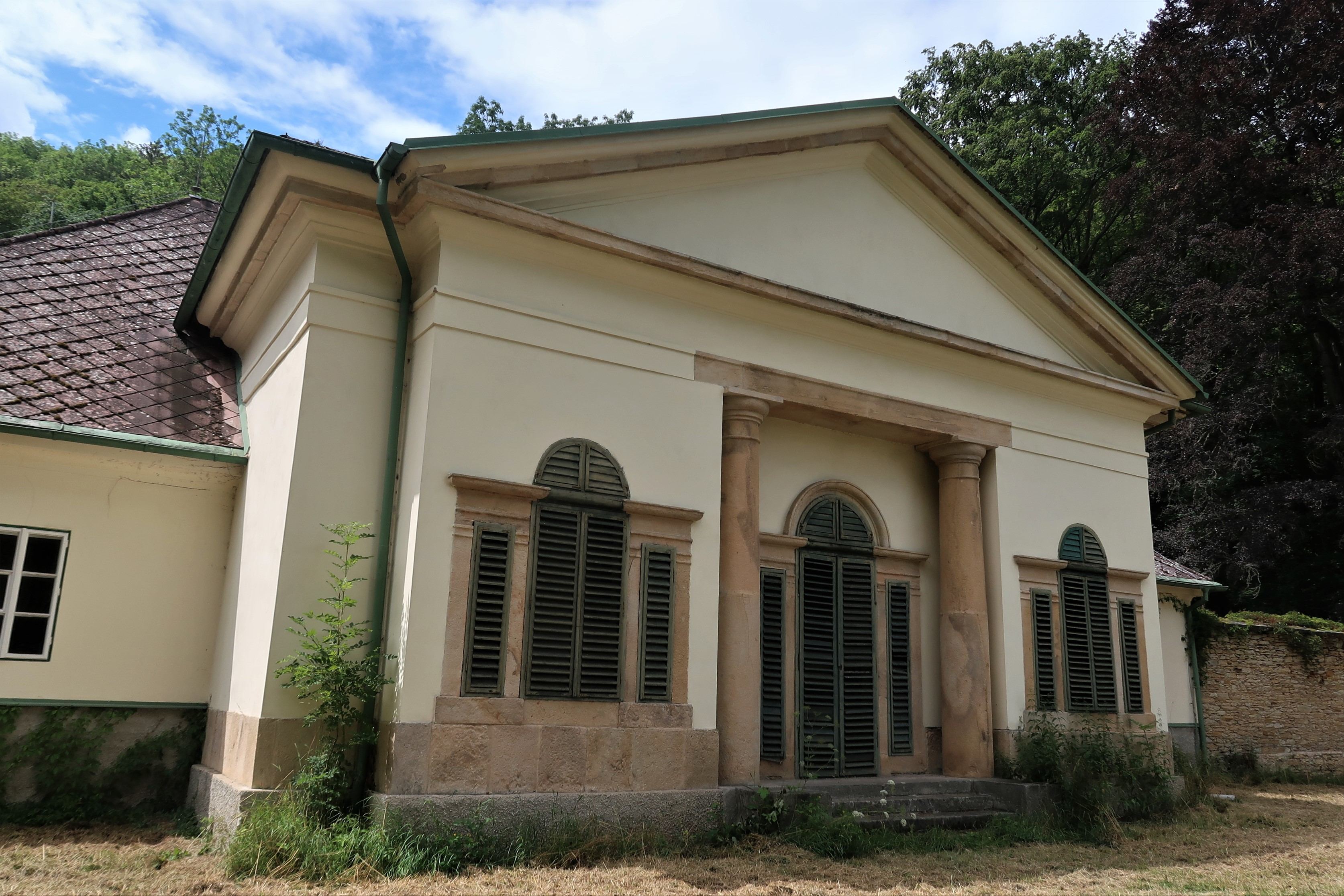
Lovecký pavilón u ratibořického zámku
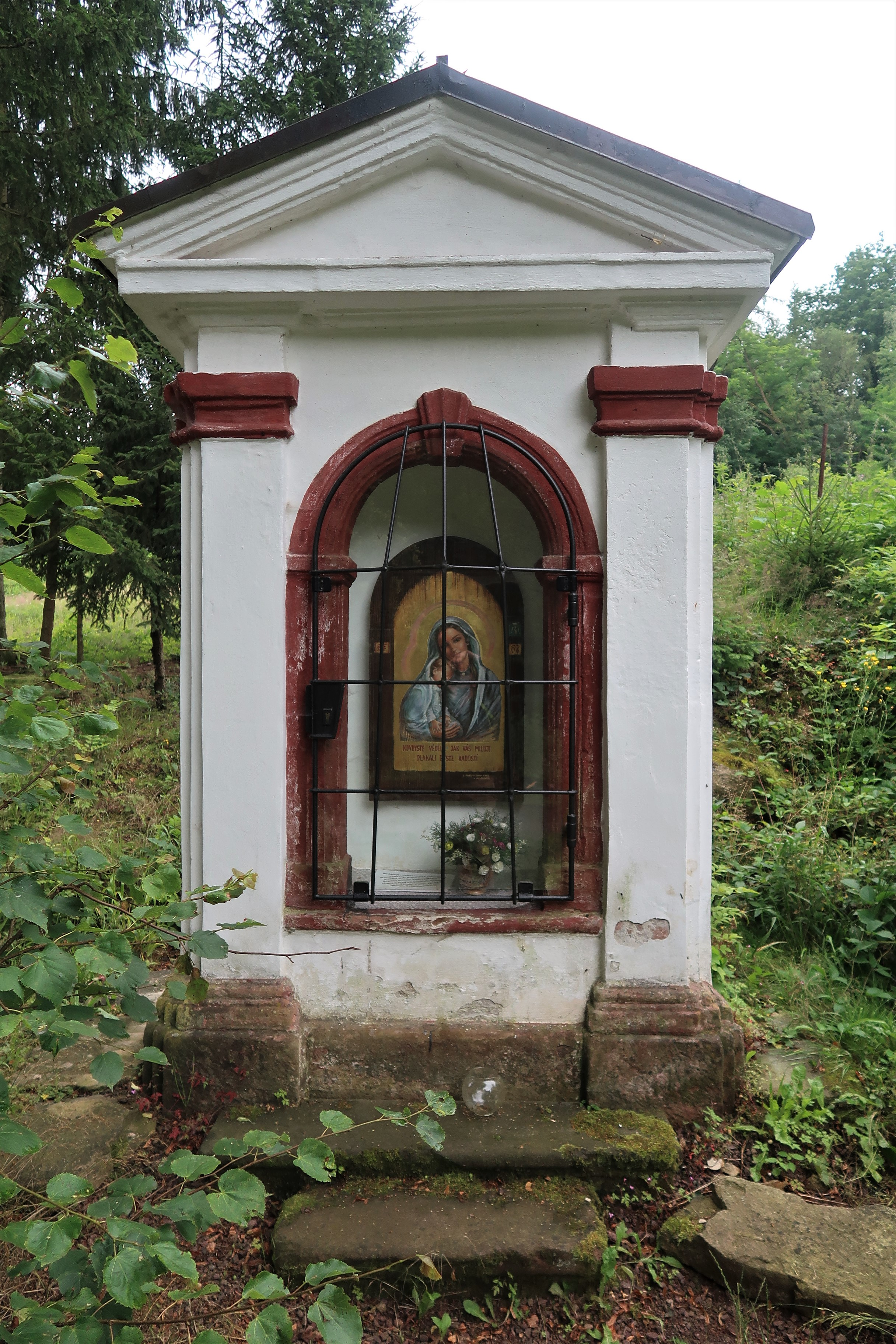
Kaple Panny Marie (Piccolominská kaplička) u Slatinského mlýna
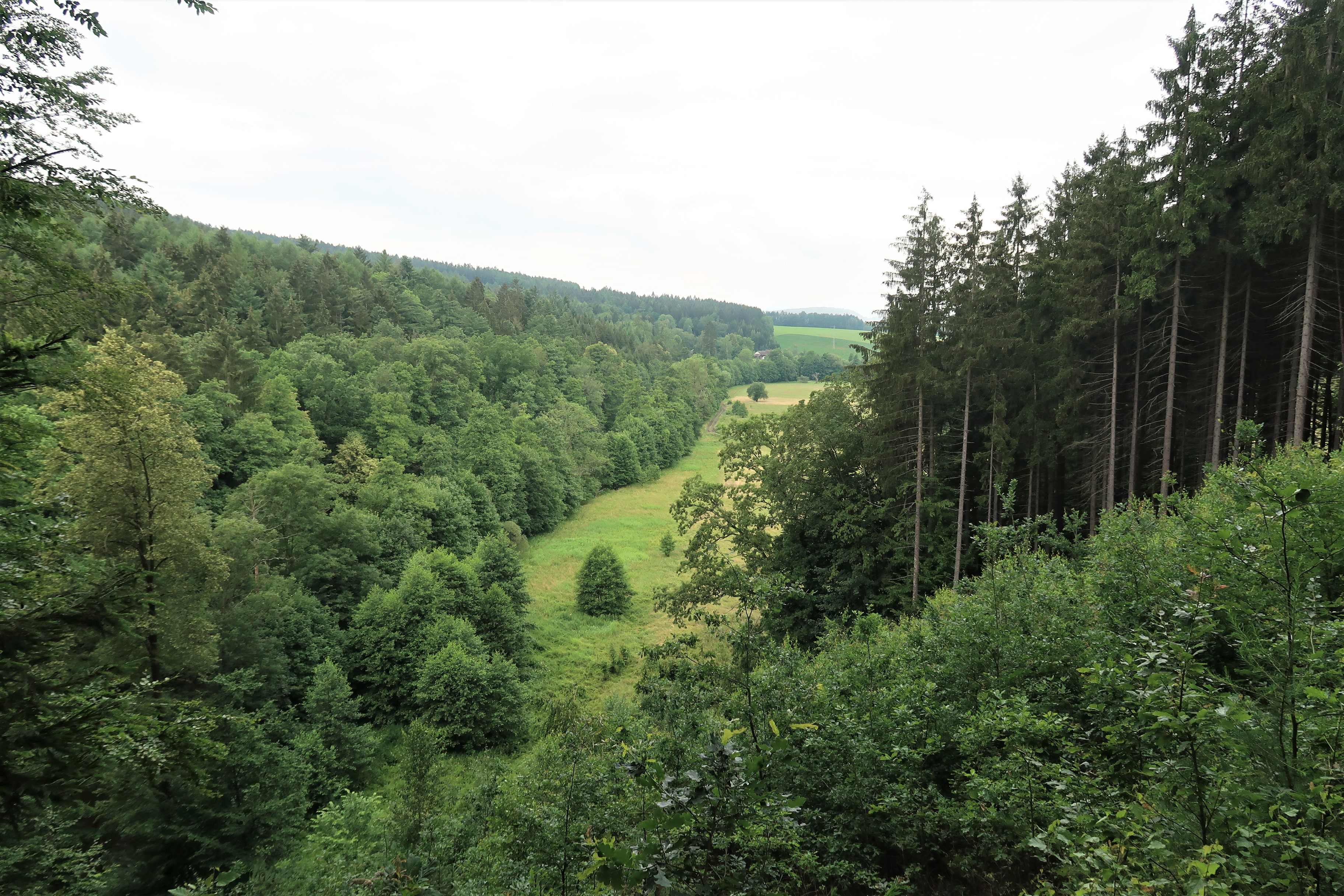
Cesta Boženy Němcové z Havlovic do Babiččina údolí
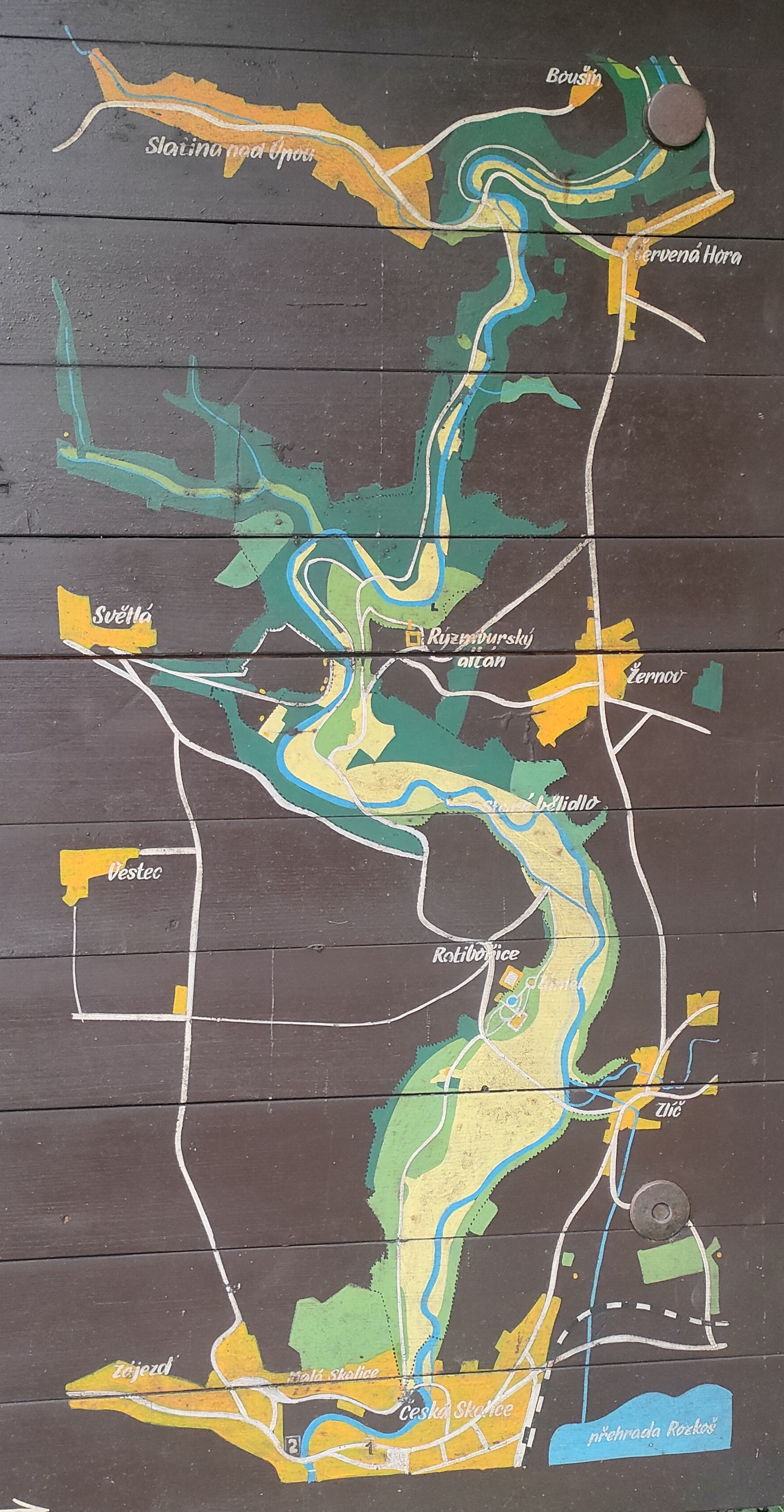
Turistický plánek Babiččina údolí v rámci naučné stezky podél Úpy